# Steven Smith
Steven Lee Smith (Phoenix, 30 de dezembro de 1958) é um astronauta norte-americano, veterano de quatro missões em órbita e sete caminhadas espaciais.

## Biografia
Formado em engenharia elétrica e administração de empresas pela Universidade de Stanford, na Califórnia, Smith entrou para a NASA em 1989, juntando-se ao Departamento de Operação de Missões. Como oficial de carga, suas funções incluíam a integração de carga pré-voo e apoio ao controle de voo em tempo real no Controle de Missão.
Em 1992 ele foi selecionado como candidato a astronauta e completou o ano de treinamento no Centro Espacial Lyndon B. Johnson, sendo qualificado em 1993, o primeiro em sua turma a conseguir a qualificação para voo. Enviado a Cabo Kennedy, passou um ano e meio integrando a equipe de apoio a astronautas, que é responsável pela checagem final do ônibus espacial, do ingresso, acomodação e do regresso e desembarque dos astronautas após o voo.
Foi pela primeira vez ao espaço em setembro de 1994, como especialista de missão da STS-68 Endeavour, onde suas tarefas foram divididas entre o acompanhamento dos sistemas do ônibus espacial e a principal carga do voo o Space Radar L-2, durante os onze dias da missão.
Sua segunda missão foi com a STS-82 Discovery em fevereiro de 1997, uma missão de serviço e manutenção ao telescópio espacial Hubble, em que ele realizou três caminhadas no espaço instalando peças para aumentar a capacidade científica do telescópio e substituindo material defasado.
Em dezembro de 1999 ele voltou ao Hubble como comandante de carga da missão STS-103, novamente na Discovery, e realizou dois períodos de atividades extraveiculares para melhorar a capacidade científica e de funcionamento de sistemas integrados do telescópio.
Foi pela última vez à órbita terrestre e pela primeira vez à Estação Espacial Internacional em abril em abril de 2002 com a missão STS-110 da Atlantis, uma missão de onze dias na qual a principal tarefa foi instalar uma das vigas mestras da estação, a SO (S-Zero) Truss, e realizou duas caminhadas no espaço para realizar sua tarefa na montagem da peça, feita conjuntamente pela tripulação da Atlantis com os tripulantes da Expedição 4 da estação.
Atualmente eleh trabalha como chefe da equipe responsável pelo Automated Transfer Vehicle (ATV), uma cápsula espacial não-tripulada desenvolvida pela ESA - Agência Espacial Europeia, destinada a apoiar serviços de manutenção e transporte de equipamentos e mantimentos para a ISS.